# 王宥
王宥（1451年—？），字敬之，浙江嚴州府淳安縣人，民籍，明朝政治人物。

## 生平
浙江鄉試第四十八名舉人。成化十七年（1481年）中式辛丑科會試第一百十六名，二甲第四十二名進士。授刑部主事，改兵部，迁车驾司员外郎、郎中，弘治十年（1497年）出爲湖广德安府知府，升湖广左参政。

## 家族
曾祖王榮；祖父王本宗，義官；父王志積，母方氏。慈侍下。兄王宾，知府；弟王宸、王弼、王完。